# Marcus Ericsson
Marcus Ericsson (født 2. september 1990 i Kumla) er en svensk racerkører, der kørte Formel 1 fra 2014-sæsonen Til og med 2018-sæsonen. Fra 2015 kørte han for Sauber-teamet.Ericsson kører nu I indycar.

## Formel 1

### Caterham (2014)
Den 21. november 2013 blev det annonceret at Ericsson var kandidat til at blive fast kører for Caterham F1 i 2014 med Kamui Kobayashi som teamkammerat. 21. januar 2014 offentliggjorde teamet at Ericsson og Kobayashi ville blive deres faste Grand Prix-kørere, med Robin Frijns som reserve.
Ericsson fik 20. bedste tid til kvalifikationen i hans debutløb, det australske grand prix i 2014. Catherham-bilen havde store problemer med både fart og holdbarheden, og de brød ofte sammen. Selve teamet havde også store økonomiske problemer, og i oktober 2014 gik det i betalingsstandsning, og meldte derfor afbud til løbene i USA og Brasilien. 12. november opsage Marcus Ericsson sin aftale med Catherham. Han nåede at deltage i 16 løb, uden at score point.

### Sauber (2015–nu)
Ved USA's Grand Prix i 2014 annoncerede Sauber, at de havde lavet en kontrakt med Ericsson for 2015-sæsonen, primært på grund af hans finansielle støtte. I hans første løb i 2015 endte Ericsson på 8. pladsen, og scorede de første point i Formel 1 for en svensker, siden Stefan Johansson endte på 3. pladsen i Portugal i 1989. Marcus Ericsson sluttede sæsonen med 9 point, og en samlet 18. plads ud af 20 biler.
I juni 2015 forlængede Sauber og Ericsson aftalen, så den også var gældende for 2016.